# Wybory parlamentarne w Japonii w 1986 roku
Wybory parlamentarne w Japonii w 1986 roku zostały przeprowadzone 6 lipca 1986. Wybory wygrała Partia Liberalno-Demokratyczna zdobywając 300 mandatów i bezwzględną większość w  Izbie Reprezentantów (izbie niższej japońskiego parlamentu. drugą pozycję zajęła Socjalistyczna Partia Japonii z 85 mandatami.

## Wyniki

Podział mandatów w Izbie Reprezentantów po wyborach

| Nazwa partii                              | Lider | Lider              | Liczba głosów | Wynik % | +/-       | Liczba mandatów | +/- |
| ----------------------------------------- | ----- | ------------------ | ------------- | ------- | --------- | --------------- | --- |
| Partia Liberalno-Demokratyczna (PLD)      |       | Yasuhiro Nakasone  | 29 875 501    | 49,42%  | 3,66 p.p. | 300             | 50  |
| Socjalistyczna Partia Japonii (SPJ)       |       | Masashi Ishibashi  | 10 412 585    | 17,23%  | 2,26 p.p. | 85              | 27  |
| Kōmeitō                                   |       | Yoshikatsu Takeiri | 5 701 278     | 9,43%   | 0,69 p.p. | 56              | 3   |
| Komunistyczna Partia Japonii (KPJ)        |       | Tetsuzo Fuwa       | 5 313 246     | 8,79%   | 0,55 p.p. | 26              |     |
| Partia Demokratyczno-Socjalistyczna (PDS) |       | Tsukamoto Saburō   | 3 895 859     | 6,44%   | 0,83 p.p. | 26              | 12  |
| Nowy Klub Liberalny (NKL)                 |       | Yōhei Kōno         | 1 114 800     | 1,64%   | 0,52 p.p. | 6               | 2   |
| Liga Socjaldemokratyczna (Shaminren)      |       | Satsuki Eda        | 499 671       | 0,83%   | 0,16 p.p. | 4               | 1   |
| Bezpartyjni                               |       |                    | 3 515 043     | 5,81%   | 0,93 p.p. | 2               | 7   |
| Pozostałe partie                          |       |                    | 120 627       | 0,20%   | 0,09 p.p. | 0               |     |
| Suma                                      | Suma  | Suma               | 60 448 606    | 100%    |           | 512             |     |